# Saif Saaeed Shaheen
Saif Saaeed Shaheen, nacido Stephen Cherono, (Kenia, 15 de octubre de 1982) es un atleta catarí de origen keniano, especialista en la prueba de 3000 m obstáculos, con la que ha logrado ser campeón mundial en 2003 y en 2005.

## Carrera deportiva
En el Mundial de París 2003 ganó el oro en los 3000 m obstáculos, por delante del keniano Ezekiel Kemboi y el español Eliseo Martín (bronce).
Dos años más tarde, en el Mundial de Helsinki 2005 volvió a ganar el oro en la misma prueba, con un tiempo de 8:13.31 segundos, por delante de los kenianos Ezequiel Kemboi y Brimin Kipruto.
Batió el récord del mundo en esta prueba, situándolo en 7:53.63 segundos el 3 de septiembre de 2004 en Bruselas, Bélgica.